# Альто (Корсика)
Альто (фр. Fium'Alto корс. Fiumaltu) — річка Корсики (Франція). Довжина 30,9 км, витік знаходиться на висоті 1 469 метрів над рівнем моря в одному кілометрі на південь від піку гори Монте-Сан-Петроне (Монте-Сан-Petrone) (1767 м). Впадає в Тірренське море.